# Anna Elisabeth Baer
Anna Elisabeth Baer, född 1722, död 1799, var en finländsk företagare och skeppsredare. Hon skötte ett rederi med bas i Åbo trettio år efter sin makes död och var en av stadens rikaste köpmän. 
Anna Elisabeth Baer var dotter till rådmannen och handlanden Kristoffer Carlbohm och Anna Warg i Gamla Karleby, och gifte sig 1743 med handlanden och redaren Anders Baer (1712-1770).  Hon övertog rederiet och handelshuset efter sin makes död 1770 och drev det till sin egen död. Det tillhörde de största företagen i Åbo och Finland, och hon drev företaget med stor framgång fram till sin död. Bland hennes projekt fanns driften av stadskällaren, som hon drev i kompanjonskap med Elisabeth Wittfooth 1772-77. 
Vid denna tid rådde formellt en begränsad rösträtt för kvinnor till riksdagen för bland annat kvinnliga skråmedlemmar, men denna motarbetades hårt i Finland - i Vaasa predikades bland annat att kvinnor inte borde infinna sig i rådhuset för att delta i den politiska debatten utan hålla sig till de rum Gud hade anvisat dem.  Baer lämnade år 1771 in en petition, tillsammans med bokbindaren Hedvig Söderman och garvaren Hedvig Ottiliana Richter, om att få rösta till riksdagen med hänvisning till att de var skattebetalare.  Bakgrunden var att valet redan hade hållits, och att hon inte hade blivit tillkallad för att delta i det, trots en önskan om att göra det. 
Hon skrev då: 
"Desse besvär anföres af mig icke af andre Confiderationer, och föremål, än blott och endast, för at förwaroa mig de Privilegier och rättigheter, utom hvilka min Näring och Handels rörelse kan steg om steg blifwa inskränkt och förfördelad, och hwarå jag förbehåller mig Eder Nådes ömmaste afseende."
Deras begäran avslog med motivationen att de endast hade ärvt sina yrkestillstånd av sina avlidna män, aldrig hade svurit borgareden personligen, och alltså inte var fullvärdiga medlemmar av sina skrån.
Landshövdingen Christofer Johan Rappe besvarade hennes begäran: 
"… Fru Baer wil votera Riksdags Fullmäktig: så förekommer detta sällsamma uptåg Stadens äldsta mera löjeligt, än mödan wärdt at widare beswara. För den orsaken och då det synes troligt, at Fru Baer låtit förleda sig til detta af hennes snilles styrka owäntade och hennes kön föga hedrande steg, wilja wi ock hafwa fördrag, at widare swara på hennes särskilda skrift i detta ämne."
Kvinnlig rösträtt till riksdagen avskaffades i vilket fall som helst året därpå. 
Under teaterkriget 1790 överlämnades loggerten Tumlaren till kungen och flottan som en gåva från staden Åbos kvinnliga företagare ('handelsmannaänkor'), däribland Anna Elisabeth Baer och Elisabeth Wittfooth.